# VNU Media
VNU Media B.V. was een Nederlands uitgever van tijdschriften en onderdeel van de Persgroep Online Services. Het bedrijf was gevestigd in Amsterdam en Groningen. 
Het werkt met de merken Nationale Vacaturebank, Intermediair (tijdschrift, Intermediair Trainingen & Congressen, IntermediairPW, Intermediair.nl), InFinancieel.nl, InInterim.nl, InOverheid.nl, Marketingdirectory.nl, Computable, CRN, Emerce, VNUnet, Koopinfo, Management Team en Sprout.

## Geschiedenis
Tot 2007 was het onderdeel van VNU, maar na overnames en verkopen is VNU Media afgesplitst als het bedrijf dat zich richt op de zakelijke markt ofwel de business-to-business-publicaties. Het werd toen overgenomen door de private-equityonderneming 3i Group PLC.
Op 1 december 2007 werden de titels Computer Idee, PCM en Power Unlimited verkocht aan HUB Uitgevers. Op 12 februari 2009 werd door middel van een managementbuy-out de titels Emerce verkocht. Op 1 april 2009 werd door middel van een managementbuy-out de titels Management Team en Sprout verkocht. Vanaf 1 juli 2009 is HIG Capital deeleigenaar van VNU Media geworden na een kapitaalinjectie van een kleine 20 miljoen euro.
Op 15 mei 2012 is de overname van VNU Media door De Persgroep aangekondigd. De twee investeringsmaatschappijen, 3i Group en HIG Capital, verkopen VNU Media voor een onbekend bedrag. VNU Media publiceert al jaren geen financiële resultaten meer, maar volgens ingewijden lag de jaaromzet rond de 40 miljoen euro en is het bedrijf marginaal winstgevend. Er werkten ruim 250 mensen.